# ویدکون کوئیسلینگ
ویدکون کوئیسلینگ(‎/ˈkwɪzlɪŋ/‎, نروژی: [ˈvɪ̂dkʉn ˈkvɪ̂slɪŋ]  ( گوش دهید)؛ زاده ۱۸ ژوئیهٔ ۱۸۸۷ – درگذشته ۲۴ اکتبر ۱۹۴۵) یک سیاستمدار اهل نروژ بود. او بین سالهای ۱۹۳۱ تا ۱۹۳۳ وزیر دفاع نروژ بوده‌است. کوئیسلینگ، در طول جنگ جهانی دوم کمک‌های زیادی به نازی‌ها کرد. وی بعد از جنگ به عنوان یک خائن اعدام شد. نام خانوادگی وی در زبان‌های مختلف به عنوان کلمه ای هم‌معنی با خائن استفاده می‌شود.
ویدکون کوئیسلینگ، ابتدا در ارتباط با رساندن کمک‌های انسانی به اتحاد جماهیر شوروی سوسیالیستی در دوران باز سازی شوروی در سال‌های ۱۹۲۰ شناخته شد. در آن زمان، وی یکی از یاران نزدیک فریچوف نانسن بود. ویدکون کوئیسلینگ، همچنین در ۲ دوره، تحت زمامداری دولت «بونده پارتی» (حزب دهقان) از سال ۱۹۳۱ تا ۱۹۳۳ وزیر دفاع نروژ بود. اما هرگز به عضویت بونده پارتی در نیامد. در سال ۱۹۳۳، کوئیسلینگ، حزب فاشیستی (مجمع میلیون) را تأسیس کرد، این حزب، در دهه ۱۹۳۰ تنها از حمایت عده محدودی برخوردار بود. پس از حمله آلمان به نروژ در سال ۱۹۴۰، کوئیسلینگ، به عنوان اولین نفر در جهان از طریق رادیو اقدام به کودتا کرد، اما کودتای وی به دلیل عدم علاقه آلمان‌ها به برنامه‌های او ناکام ماند. در زمستان سال ۱۹۴۲، ویدکون کوئیسلینگ، بعد از جلب حمایت قوای اشغالگر آلمان، با عنوان رئیس‌الوزرا، همراه با سازمان مدیریت غیرنظامی آلمان، بار دیگر به صحنهٔ سیاسی وارد شد و تا پایان جنگ، قدرت دستگاه اداری در نروژ را در کنار آلمانها در اختیار داشت.

## اوایل زندگی

### پیشینه
ویدکون آبراهام لؤریتز یونسَن کوئیسلینگ،
() در ۱۸ ژوئیه ۱۸۸۷ در فیرسدال، در شهرستان  تله مارک نروژ متولد شد. وی پسر کشیشی دارای شجره نامه است، که با نام جوُن لؤریتز کوئیسلینگ، (۱۸۴۴–۱۹۳۰) در اسناد رسمی کلیسای نروژ ثبت شده‌است. مادر وی زنی بود، با نام آنا کارولین بانگ، (۱۸۶۰–۱۹۴۱) وی دختر یورگن بانگ، صاحب کشتی و در آن زمان ثروتمندترین مرد در شهر گریمستا، واقع ذر جنوب نروژ بود. پدر کوئیسلینگ، در دههٔ ۱۸۷۰ جلسات موعظه و سخنرانی در شهر گریمستا، برگزار می‌کرد. یکی از شنوندگان کشیش، جوُن لؤریتز کوئیسلینگ، آنا بانگ بود که سرانجام بعد از یک دورهٔ طولانی نامزدی، با او در ۲۸ ماه مه ۱۸۸۶ ازدواج کرد. این زوج تازه ازدواج کرده بلافاصله به فیرسدال نقل مکان کردند، جایی که ویدکون و خواهر و برادرهای کوچکترش متولد شدند.

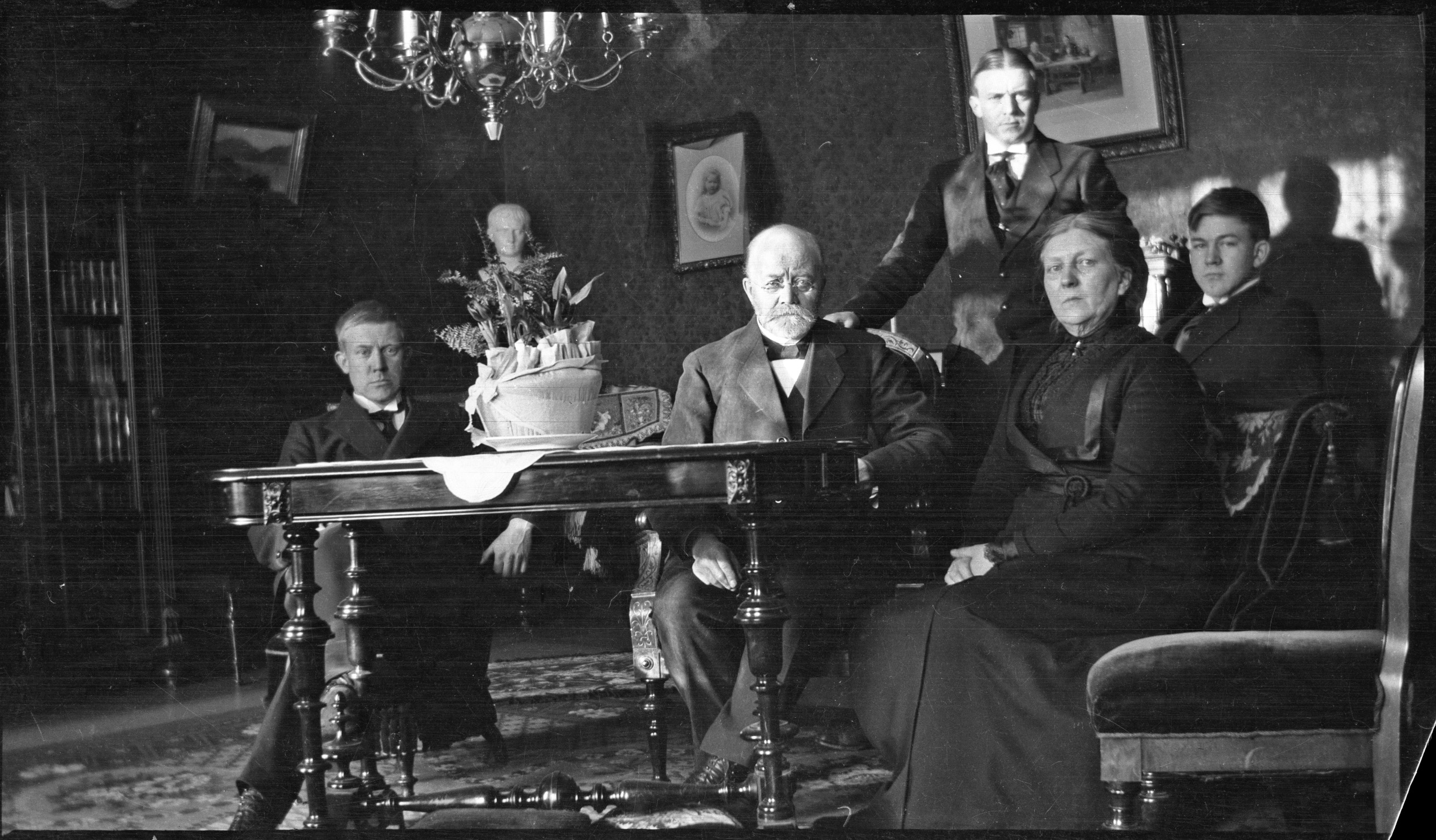
ویدکون کوئیسلینگ، (منتهی الیه چپ) با خانواده اش، در حدود سال ۱۹۱۵

نام خانوادگی کوئیسلینگ، از لاتینی شدهٔ نامی که جد کوئیسلینگ، ایبسن لؤریتز کوئیسلینگ، (۱۶۳۴–۱۷۰۳) بر اساس نام روستایی در نزدیکی اسلگلز در دانمارک ابداع کرده بود، اقتباس شده‌است؛ یعنی همان روستایی که وی از آنجا به نروژ مهاجرت کرده بود. کوئیسلینگ، جوان با داشتن دو برادر و یک خواهر اگر چه خجالتی و ساکت می‌نمود، اما همچنین وفادار و مفید بود. او همیشه صمیمی بود و گاه لبخندی برلب داشت. نامه‌های خصوصی که بعدها توسط تاریخ نگاران جمع‌آوری و بررسی شده‌اند، حکایت از وجود روابط گرم در درون خانوادهٔ وی می‌کنند. از سال ۱۸۹۳ تا ۱۹۰۰، پدر ویدکون، یک پیشنماز در شهر درامن بود. شهری که ویدکون کوئیسلینگ، برای اولین بار در آن به مدرسه رفت. ادعا شده که او در این دوران به خاطر لهجهٔ تلمارکی در مدرسه مورد مسخره و آزار قرار می‌گرفته، با این حال او دانش آموز ممتازی بوده‌است. در سال ۱۹۰۰ خانوادهٔ ویدکون، همگی به شی یِن نقل مکان کردند جایی که پدر وی به مقام بالاتری در سلسله مراتب کشیش‌ها ارتقاء پیدا کرد.
از نظر علمی کوئیسلینگ، در علوم انسانی، به ویژه تاریخ و علوم طبیعی، استعداد خود را ثابت کرد. به‌خصوص در ریاضیات، پیشرفت وی درخشان بود. اما در این مرحله، زندگی او جهت سیاسی مشخصی نداشت. در سال ۱۹۰۵، کوئیسلینگ، در مدرسهٔ نظامی نروژ ثبت نام کرد، در این سال وی، بالاترین نمرهٔ آزمون ورودی، از بین ۲۵۰ متقاضی را دریافت کرد. وی که در سال ۱۹۰۶ به کالج نظامی نروژ منتقل شد، با بالاترین امتیاز از زمان تأسیس کالج در سال ۱۸۱۷ فارغ‌التحصیل شد و در حضور جمعی همراه پادشاه هوکون هفتم مورد تشویق قرار گرفت.
در ۱ نوامبر ۱۹۱۱، وی به ستاد کل ارتش پیوست. نروژ در جنگ جهانی اول بی‌طرف بود. کوئیسلینگ، نخست از جنبش صلح متنفر بود، اما هزینه‌های بالای انسانی جنگ، به تدریج تا حدودی باعث تخفیف نظرات وی شد. در مارس ۱۹۱۸، وی، با نظر به ۵ سالی که صرف مطالعهٔ روسیه کرده بود؛ به عنوان وابستهٔ نظامی دولت نروژ، به پتروگراد در روسیه اعزام شد. کوئیسلینگ، گرچه از شرایط سخت زندگی مردم در روسیه وحشت زده شده بود، اما نتیجه گرفت که بلشویکها به تسلط فوق‌العاده ای بر جامعه روسیه دست پیدا کرده‌اند. وی به‌خصوص از اینکه لئون تروتسکی توانسته بود نیروهای ارتش سرخ را به خوبی بسیج کند، شگرفت زده شد. از طرف دیگر کوئیسلینگ، اعتقاد داشت که دادن آزادی بیش از حد به مردم در دورهٔ دولت موقت انقلابی، تحت ریاست الکساندر کرنسکی، باعث سقوط دولت موقت شده‌است. وقتی در دسامبر ۱۹۱۸ کوئیسلینگ، به نروژ فراخوانده شد؛ از وی به عنوان یک متخصص امور مربوط به روسیه در ارتش نروژ استقبال شد.

## سفرها

### پاریس، اروپای شرقی و نروژ
در سپتامبر ۱۹۱۹، کوئیسلینگ، نروژ را ترک کرد تا به هیئت نمایندگی نروژی در هلسینکی پیوسته و به عنوان افسر شعبه اطلاعات ارتش، که عامل ایجاد هماهنگی، بین فعالیت‌های سیاسی و نظامی بود، خدمت کند. در پاییز ۱۹۲۱، ویدکون کوئیسلینگ، یک بار دیگر نروژ را ترک کرد، این بار به درخواست شخصی کاوشگر و بشردوست به نام فریچوف نانسن. کوئیسلینگ، در ژانویه ۱۹۲۲ وارد خارکیف پایتخت اوکراین شد تا در فعالیت‌های بشر دوستانهٔ جامعه ملل و ارسال کمک به روسیهٔ درگیر آشفتگی‌های سالهای ۱۹۲۰ مشارکت کند.
در این وضعیت، کوئیسلینگ، در گزارشی جامع، از معضلات سوء مدیریت در منطقه، پرده برداشت و باعث برانگیختن احساسات همنوع دوستی و جلب توجه مردم جهان به اوضاع اسفناک و کشته شدن تقریباً ده هزار نفر در روز در منطقه شد. این گزارش که در افکارعمومی آن زمان بسیار تأثیر گذار بود، شاهدی است بر مهارت‌های اداری و عزم راسخ کوئیسلینگ، در رسیدن به اهدافی که وی هر زمان برای خود تعیین می‌کرد.

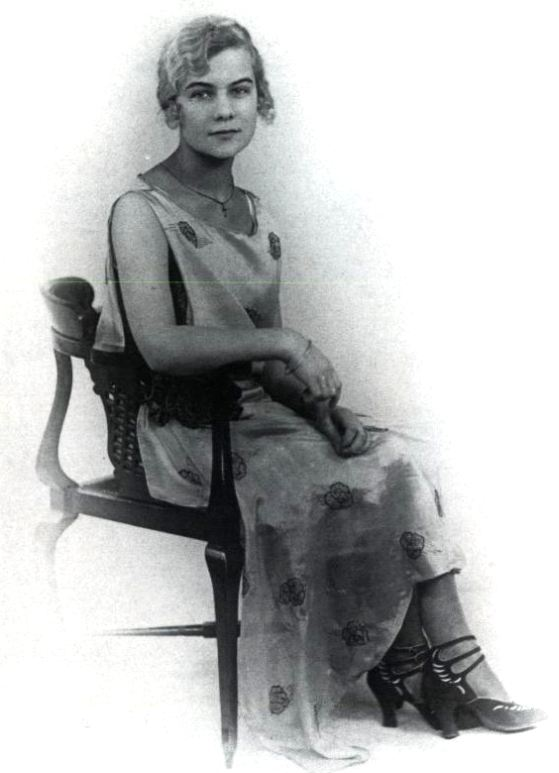
الکساندرا آندریونا ورونینا، متولد ۲۰ اوت ۱۹۰۵، اهل روسیه، اولین همسر ویدکون کوئیسلینگ

#### ازدواج مصلحتی
ویدکون کوئیسلینگ، در ۲۱ اوت ۱۹۲۲، با دختری اهل روسیه به نام با «الکساندرا آندریونا ورونینا» ازدواج کرد. الکساندرا در خاطرات خود نوشت که کوئیسلینگ، به وی ابراز عشق کرده‌است. اما از نامه‌های او به خانه و تحقیقاتی که توسط پسر عموهایش انجام گرفت، به نظر نمی‌رسید که رابطهٔ عاشقانه ای بین این دو وجود داشته‌است. ظاهراً ویدکون کوئیسلینگ، صرفاً برای نجات این دختر از فقر و شرایط سخت زندگی در روسیه، با وی وصلت کرده‌است، تا به این ترتیب، بتواند با تهیهٔ گذرنامهٔ نروژی و به بهانهٔ پیوستن به همسر از روسیه خارج شود.
- الکساندرا گفتگویی با همسر خود
کوئیسلینگ را چنین بازگو می‌کند:
کوئیسلینگ پاسخ داد که مردم روسیه به رهبری خردمندانه و آموزش مناسب احتیاج دارند. مردم روسیه، از بی‌تفاوتی، فقدان اهداف معین و مشخص و باور به موفقیت رنج می‌برند. بدون تصمیم و تمرکز انجام هیچ کاری ممکن نیست.

==== دومین همسر ====
بعداز این که ویدکون کوئیسلینگ، و الکساندرا، در سپتامبر ۱۹۲۲ اوکراین را ترک کردند، این زوج، در فوریه ۱۹۲۳ برای ادامهٔ اقدامات کمک رسانی بار دیگر به خارکیف بازگشتند. به‌گفتهٔ نانسن، کار کوئیسلینگ، در این زمان کاملاً ضروری بوده‌است. در ماه مارس ۱۹۲۳ الکساندرا که نزدیک ۲۰ سال از کوئیسلینگ، جوانتر بود، حاملگی خود را با شوهرش در میان می‌گذارد. ویدکون کوئیسلینگ، از همسرش می‌خواهد و اصرار می‌کند که جنین را سقط کند. امری که باعث ناراحتی زیاد و اضطراب الکساندرا، می‌شود. در این زمان ویدکون کوئیسلینگ، شرایط را رو به بهبودی برآورد می‌کند و در فقدان مواجهه با چالش‌های جدید این سفر را در مقایسه با سفرهای قبلی خود به روسیه، خسته کننده می‌یابد.
با این حال در همین سفر ویدکون کوئیسلینگ، تنها یک سال بعد از ازدواج اول خود، با همسر آینده اش که بیش از ۱۰ سال از خود او جوانتر است؛ یعنی ماریا واسیلییونا، اهل اوکراین آشنا می‌شود. دفترچه خاطرات ماریا، یعنی همسر دوم ویدکون کوئیسلینگ، حکایت از شکوفایی رابطه ای عاشقانه در تابستان سال ۱۹۲۳ بین این ۲ می‌کند. ماریا در خاطرات خود از تسلط ویدکون کوئیسلینگ، به زبان روسی، ظاهر جذاب آریایی و رفتار مهربان وی نام می‌برد.

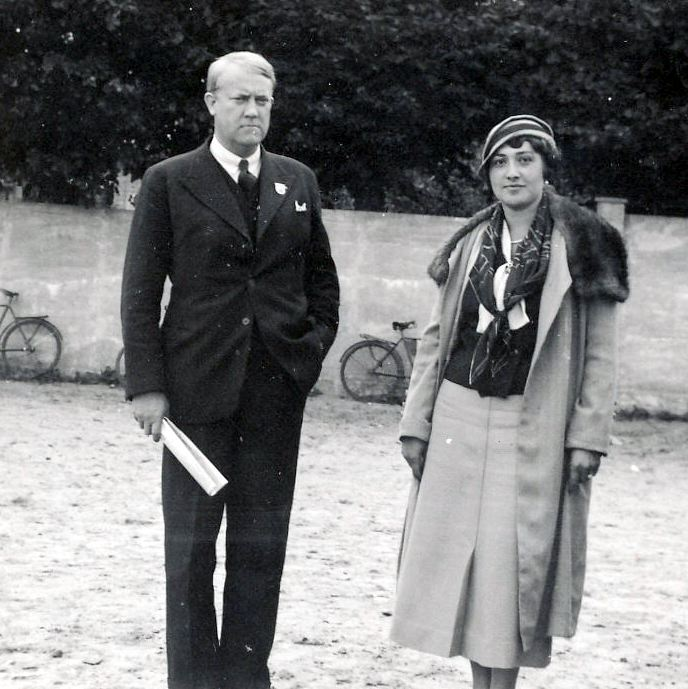
کوئیسلینگ و همسر دومش، ماریا

کوئیسلینگ، بعدها ادعا کرده‌است که آن ۲ در تاریخ ۱۰ سپتامبر ۱۹۲۳ در خارکیف ازدواج کرده‌اند، اما هیچ مدرکی مبنی بر ثبت چنین ازدواجی یافت نشده‌است. شخصی به نام دال که زندگی نامهٔ کوئیسلینگ را نوشته، ادعا کرده‌است که این وصلت، یعنی دومین ازدواج کوئیسلینگ، هرگز صورت رسمی نداشته‌است. در همه حال، رفتار این زوج مانند زن و شوهر رسمی بوده‌است. آنها سالگرد ازدواج خود را جشن می‌گرفتند و ادعا می‌کردند که الکساندرا، دخترشان است. مدتی بعد در همان سال، مأموریت کوئیسلینگ، در اقدامات امدادی به روسیه پایان یافت و هر ۳ نفر اوکراین را ترک کردند. قصد آنها این بود که یک سال را در پاریس بگذرانند. کوئیسلینگ، که تمام طول زمستان را از درد معده رنج برده بود، خیال استراحت داشت و ماریا، مشتاق سفر به اروپای غربی بود.

### کناره‌گیری از ارتش
اقامت در پاریس به کناره‌گیری موقت از ارتش احتیاج داشت. امری که ویدکون کوئیسلینگ، به زودی فهمید که دائمی خواهد بود. خروج از ارتش به آن معنی بود که بعد از بازگشت، دیگر هیچ موقعیت ممتازی نصیب وی نمی‌شد. کوئیسلینگ، سهم بیشتر وقت خود در پایتخت فرانسه را برای مطالعه، خواندن آثار تئوری سیاسی و کار بر روی پروژهٔ فلسفی خود، که وی آن را جهان گرایی می‌نامید، گذراند. در ۲اکتبر ۱۹۲۳، او روزنامه‌های وقت اسلو، از جمله روزانهٔ تیدنس تین (نشانهٔ زمان) را متقاعد کرد که مقاله ای که وی درمورد نیاز به رسمیت شناختن دیپلماتیک دولت شوروی نوشته بود را منتشر کنند. اقامت کوئیسلینگ، در پاریس آن طوری که برنامه‌ریزی شده بود پیش نرفت و طولی نکشید که وی در اواخر سال ۱۹۲۳ دوباره کار در برنامهٔ کمک رسانی نانسن، در بالکان را آغاز کرد و در ماه نوامبر همان سال وارد صوفیه شد.

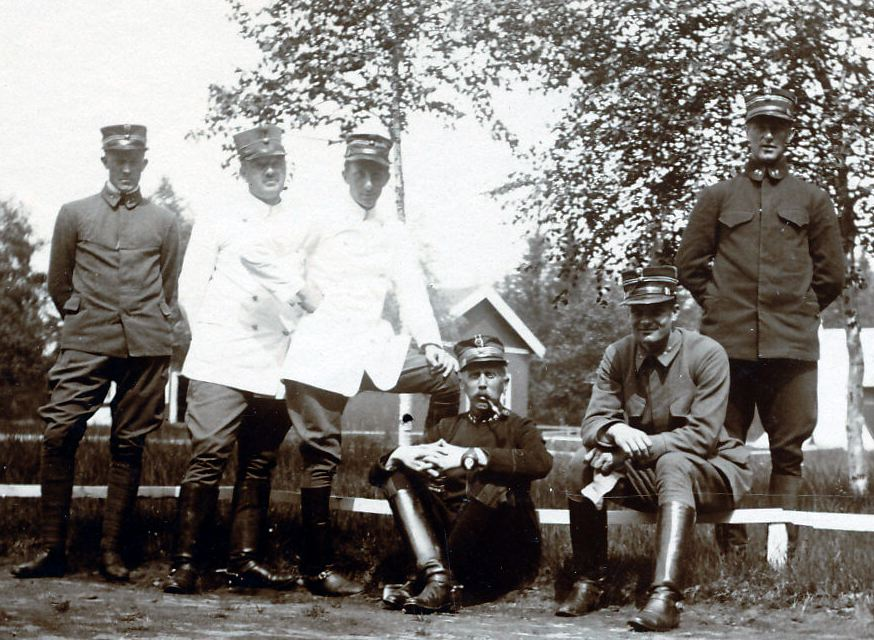
ویدکون کوئیسلینگ، (سمت چپ) در کنار رفقای نظامی خود در گاردِمواِن، سال ۱۹۱۲

کوئیسلینگ، طی دو ماه بعدی به‌طور مداوم با همسر دومش ماریا، به مسافرت می‌رفت. در ژانویه، ماریا، به پاریس بازگشت تا از الکساندرا، که نقش دختر خواندهٔ این زوج را به عهده گرفته بود، مراقبت کند. کوئیسلینگ، در فوریهٔ همان سال به آنها پیوست. در تابستان سال ۱۹۲۴، این سه نفر همگی به نروژ بازگشتند و متعاقباً الکساندرا، نروژ را به قصد فرانسه ترک کرد و به عمه اش در نیس پیوست. الکساندرا، برای همیشه در فرانسه ماند و درآنجا زندگی کرد و دیگر هرگز به نروژ بازنگشت. کوئیسلینگ، اگرچه به الکساندرا، قول داده بود که همه امکانات مالی را برای رفاه حال وی، تأمین کند، اما ظاهراً پرداخت‌های کوئیسلینگ، نامنظم بوده و طی سال‌های بعدی کوئیسلینگ، فرصت‌های زیادی برای ملاقات با اولین همسرش را نادیده گرفته‌است.
با بازگشت به نروژ، دست سرنوشت، ویدکون کوئیسلینگ، را به جنبش کارگری و کمونیستی نروژ کشید و او را آلودهٔ اموری کرد که بعدها باعث شرم و ندامت وی شد. از جمله حمایت رسمی و آشکار او از گروه‌های شبه نظامی مردمی، که برای مقابله با حملات گروه‌های ارتجاعی تشکیل شده بودند. تا جایی که وی حتی از بعضی از اعضای گروه‌های مردمی، پرسیده بود. آیا مایل هستند، بدانند که ژنرالهای ارتش چه اطلاعاتی در مورد آنها دارند. اما در مقابل سؤال خود با واکنش مثبتی روبرو نشده بود.
هر چند بعید به نظر می‌رسد که این ارتباط دوستانهٔ گذرا با گروه‌های چپ افراطی، نقش عمده ای در جهت‌گیری سیاسی کوئیسلینگ، در زندگی آینده وی داشته‌است؛ اما هانس فردریک دال، اشاره می‌کند که بعد از تجربهٔ زندگی به عنوان کودکی مرفه، کوئیسلینگ، در این زمان، بی‌پول و درمانده بود و احتمالاً به همین دلیل خاطرش عمیقاً از سران ارتش آزرده بود. چنین وضعیتی می‌توانست در ایجاد تمایلات افراطی در او مؤثر بوده باشد. دال اضافه می‌کند که دیدگاه سیاسی کوئیسلینگ، در این زمان آمیخته‌ای از ملی‌گرایی و سوسیالیسمی بود که آشکارا از سیاست‌های شوروی جانبداری می‌کرد.

## رسوایی روبل
در ژوئن ۱۹۲۵ بار دیگر، ویدکون کوئیسلینگ، در خدمت  فریچوف نانسن سرگرم کار و فعالیت شد. این بار کوئیسلینگ، همراه همسرش ماریا راهی سفر به ارمنستان شدند. قصد آنها این بود که از طریق برنامه‌های پیشنهاد شده بتوانند بودجهٔ لازم برای بازگشت ارمنی‌های دور افتاده از وطن را توسط سازمان جامعه ملل فراهم کنند. اما برنامه‌های پیشنهادی به رغم تلاش سرسختانه کوئیسلینگ، همگی شکست خورده و ناکام شدند. در ماه مه ۱۹۲۶ کوئیسلینگ، شغل دیگری نزد دوست قدیمی و نروژی خود، «فردریک پریتز» در مسکو پیدا کرد و به عنوان رابط بین دوست خود و مقامات شوروی که مالک نیمی از دارایی‌های شرکت چوب متعلق به پریتز، به نام «اونگا وود» بودند، مشغول به کار شد.

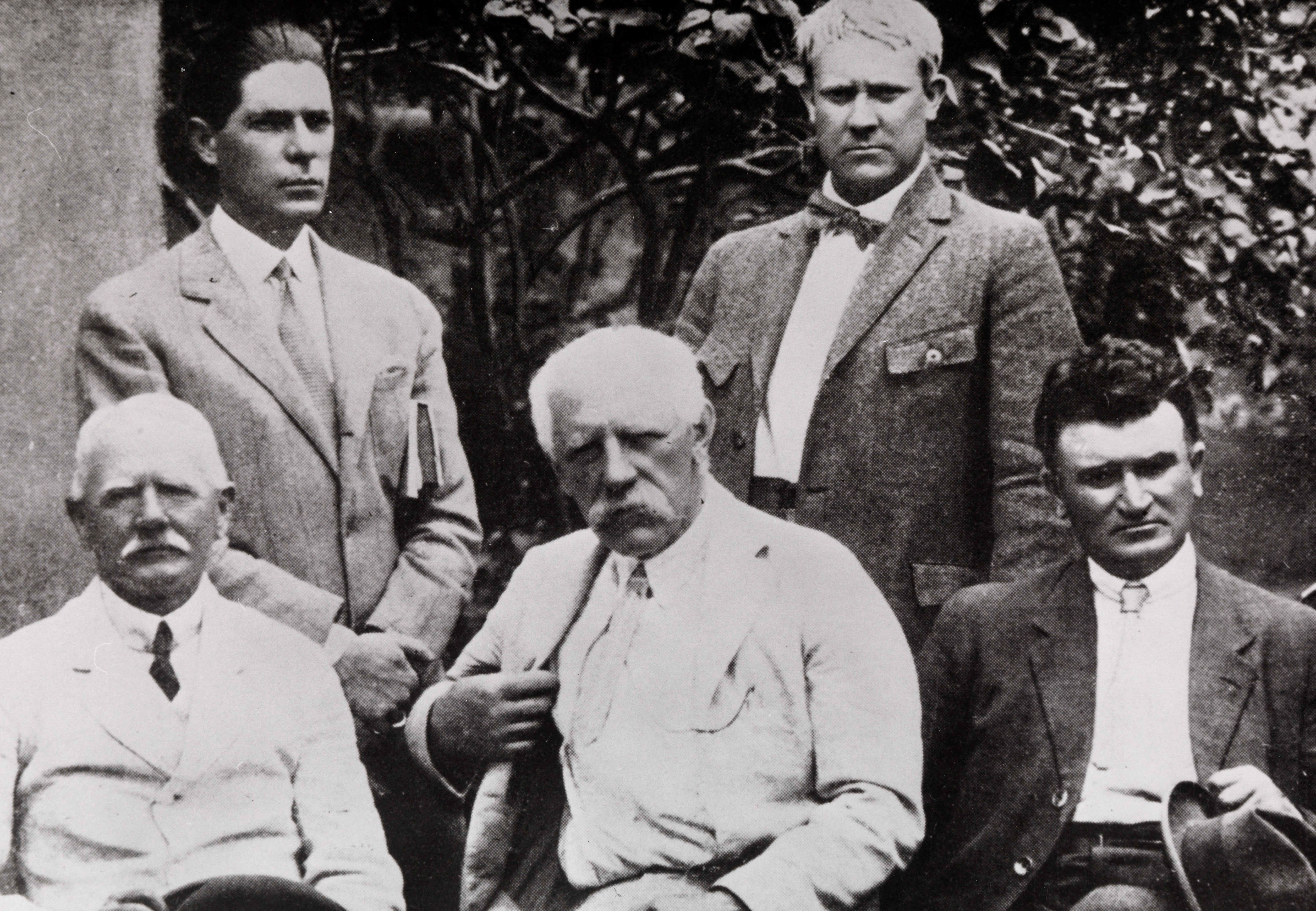
کمیسیون ارمنستان، جامعه ملل. ۱۹ ژوئن ۱۹۲۵. از سمت چپ، نشسته، سی.ای. دوپیوس؛ فریچوف نانسن و جی. کارلی؛ ایستاده از چپ: پیو. ل. ساویو و ویدکون کوئیسلینگ

کوئیسلینگ، بر سر این شغل تا مقدمات تعطیلی شرکت، دراوایل سال ۱۹۲۷ باقی ماند. در آن زمان، بعد از قطع روابط سیاسی بین بریتانیا و شوروی در دوره نخست‌وزیری استنلی بالدوین، امور دیپلماتیک بریتانیا در روسیه توسط دولت نروژ نمایندگی می‌شد. تحت آن شرایط و از این طریق کوئیسلینگ، توانست، در میان دیپلماتها شغلی در هیئت نمایندگی نروژ برای خود روبراه کند. سپس همسر وی، ماریا نیز در سال ۱۹۲۸ به او ملحق شد. در این زمان وقتی شایعاتی مبنی بر سوء استفاده از مجاری دیپلماتیک توسط کوئیسلینگ و دوست و کارفرمای سابقش پریتز، برای انتقال غیرقانونی میلیون‌ها روبل در بازار سیاه، در بعضی از نشریات کارگری نروژ منتشر شد، رسوایی گسترده‌ای شکل گرفت که به رسوایی روبل معروف شد. از این شایعات بعدها برای بی‌اعتبار نمودن کوئیسلینگ، از نظر ارزشهای اخلاقی بارها استفاده شد. اما تا به حال هیچ مدرکی در اثبات این شایعات یا اثبات اتهام جاسوسی کوئیسلینگ به نفع انگلیسی‌ها
ارائه نشده‌است.

## شروع فعالیت سیاسی

### بازگشت نهایی به نروژ

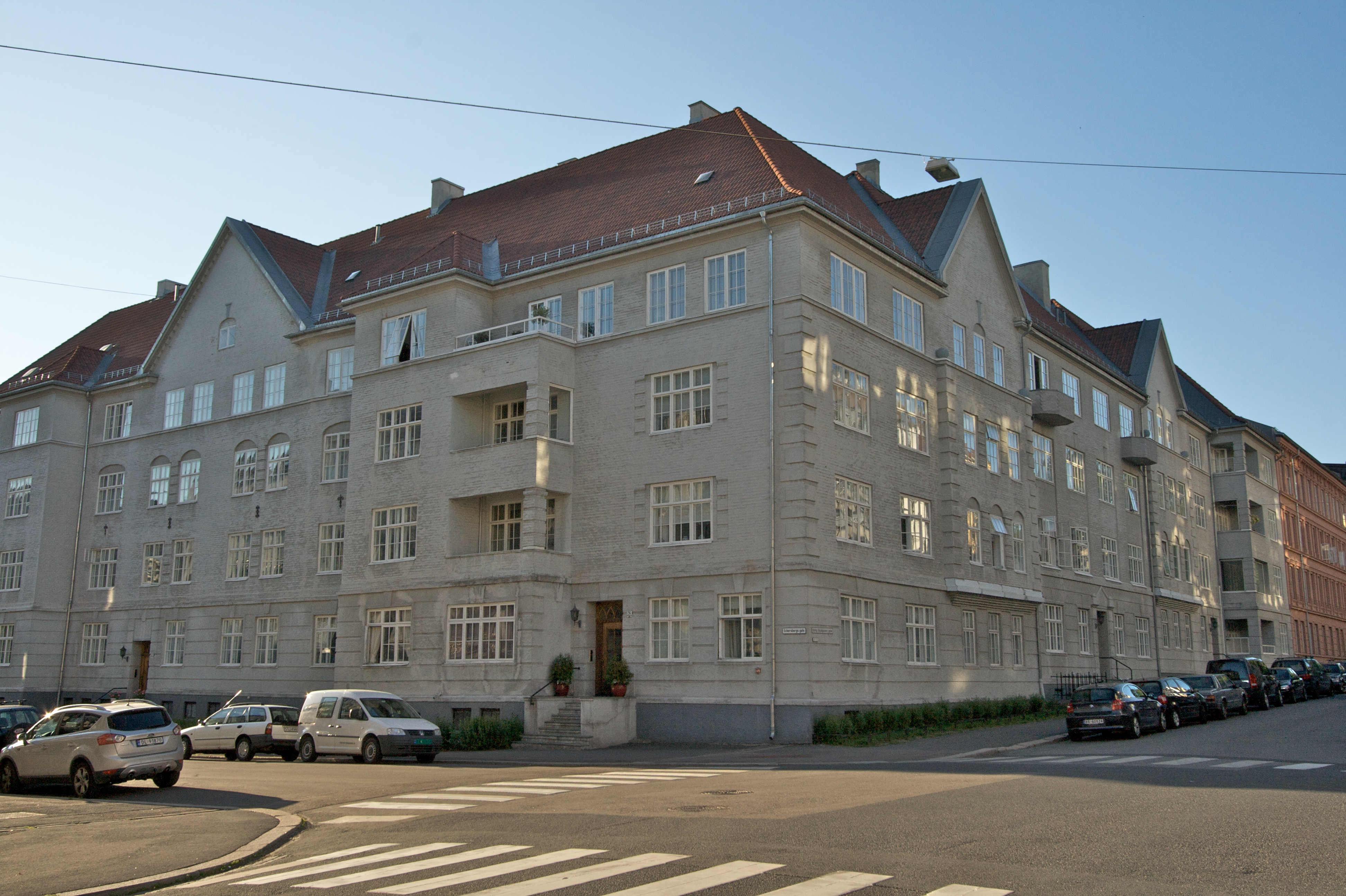
کوئیزلینگ بیشتر دهه ۱۹۲۰ را در خارج از کشور زندگی کرد. در دوره‌هایی که در نروژ بود، او در اسلو محله فروگنر، خیابان ارلینگ شالگسون، شماره ۲۶ زندگی می‌کرد.

ویدکون کوئیسلینگ، ۹ سال از ۱۲ سال قبلی را در خارج از کشور گذرانده بود، اما تجربه عملی در سیاست احزاب، خارج از روابط داخلی ارتش نروژ کسب نکرده بود. او سرانجام در ماه دسامبر ۱۹۲۹ به نروژ بازگشت. کوئیسلینگ، با خود طرحی را برای ایجاد تغییرات به همراه داشت. وی، نام طرح خود را «نورسک آکسیون» (جنبش نروژی) گذاشته بود. ساختار تشکیلاتی که او برنامه‌ریزی کرده بود، شامل واحدهای ملی، منطقه ای و محلی، با هدف جذب نیرو، به شیوهٔ حزب کمونیست شوروی بود. این سازمان مانند سازمانهای دست راستی مشابه در فرانسه، از ایجاد تغییرات اساسی در مناسبات و قوانین و متن قانون اساسی حمایت می‌کرد. طبق این برنامه مجلس نروژ یا استورتینگه، به دو شعبه تقسیم می‌شد و با الهام از سبک شوروی، نمایندگان یکی از شعبه‌ها، تنها باید از میان طبقهٔ کارگران انتخاب می‌شدند. توجه کوئیسلینگ، بیشتر روی جنبه‌های سازمانی قضایا متمرکز بود تا جنبه‌های عملی اداری و قانونی؛ برای مثال تمام اعضای جنبش، باید در سلسله مراتب نظامی سازمان، تعیین تکلیف شده بودند.
در مرحلهٔ بعدی، ویدکون کوئیسلینگ، تعداد زیادی عتیقه و آثار هنری را که با قیمت ارزان در روسیهٔ پس از انقلاب به دست آورده بود، فروخت. مجموعهٔ وی حدود ۲۰۰ تابلوی نقاشی را شامل می‌شد، از جمله آثاری که ادعا می‌شد از رامبرانت، گویا، سزان و دیگر مشاهیر هنری است. این مجموعه، که شامل گنجینه‌های واقعی بود، تقریباً ۳۰۰ هزار کرون به نرخ آن زمان، بیمه شده بود. در بهار ۱۹۳۰، کوئیسلینگ، دوباره به پریتز، که دوباره به نروژ آمده بود، پیوست. آن دو در جلسات گروهی، متشکل از افسران میان سال و بازرگانان، به‌طور منظم شرکت داشتند. این جلسات، بعدها به عنوان نمونهٔ کلاسیک شکل‌گیری جلسات فاشیستی معروف شدند. گویا پریتز مصمم بود تا دوست قدیمی خود کوئیسلینگ، را وارد دنیای سیاست کند.

### درگذشت نانسن
پس از درگذشت نانسن، در۱۳ مه ۱۹۳۰، کوئیسلینگ، از دوستی خود با سردبیر روزنامهٔ «تیدنس تین» (نشانهٔ زمان) استفاده کرد تا مقالهٔ تحلیلی خود از نانسن را درصفحهٔ نخست جای دهد. ترجمهٔ عنوان این مقاله به فارسی تقریباً چنین است: (اندیشه‌های سیاسی، پیرامون مرگ فریتچوف نانسن) این مقاله در ۲۴ ماه مه سال ۱۹۳۰ در صفحه اول روزنامه «تیدنس تین» منتشر شد. در این مقاله، ۱۰ نکته، برجسته شده بود که ادعا می‌کرد، مکمل دیدگاه و رؤیای نانسن در مورد آیندهٔ نروژ است. از جمله این نکات، یکی تشکیل دولت قدرتمند و عادل بود و دیگری تأکید بیشتر بر نژاد و وراثت.

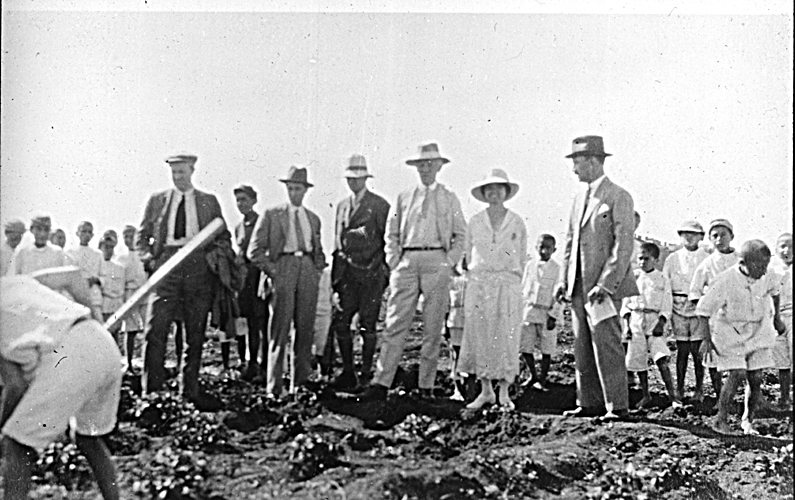
فریتچوف نانسن و ویدکون کوئیسلینگ، دردوره فعالیت‌های امدادی در ارمنستان، ۱۹۲۵

کوئیسلینگ، این ادعا را در کتاب خود که پاییز همان سال با عنوان «روسیه و ما» به‌صورت ادامه‌دار، در روزنامه «تیدنس تین» (نشانهٔ زمان) چاپ می‌شد، تکرار کرده؛ و گسترش داد. بنا بر تحلیل هانس فردریک دال، حمایت از جنگ علیه بلشویسم و عقاید آشکارا نژادپرستانه ای که کوئیسلینگ، در این کتاب خود اعلان کرده بود، وی را در مرکز توجه سیاسی آن روزگار قرار داد.
علی‌رغم دودلی و تردیدهای قبلی، کوئیسلینگ، در هیئت مدیرهٔ «انجمن سرزمین پدری» در اسلو که قبلاً توسط نانسن هدایت می‌شد، جای گرفت.
همزمان، کوئیسلینگ، و دوست قدیمی وی پریتز، یک جنبش جدید سیاسی، با مضمون «قیام مردمی در نروژ» شکل دادند. شامل یک کمیتهٔ مرکزی ۳۱ نفره و شخص ویدکون کوئیسلینگ، به عنوان رهبر جنبش؛ و یک کمیتهٔ اجرایی یک‌نفره که البته به نظر نمی‌رسد که کوئیسلینگ، ارتباط خاصی با آن داشته‌است. اولین جلسهٔ این تشکیلات در ۱۷ مارس ۱۹۳۱ با هدف مبارزه با «شورش وارداتی کمونیسم فاسد»، برگزار شد.

## وزیر دفاع
ویدکون کوئیسلینگ، در بهار سال ۱۹۳۱ از تشکیلات «قیام مردمی در نروژ» جدا شد و در دولت پیدر کالستاد، که نمایندهٔ حزبی بود که توسط کشاورزان هواداری می‌شد؛ در مقام وزیر دفاع، صاحب دفتر شد.

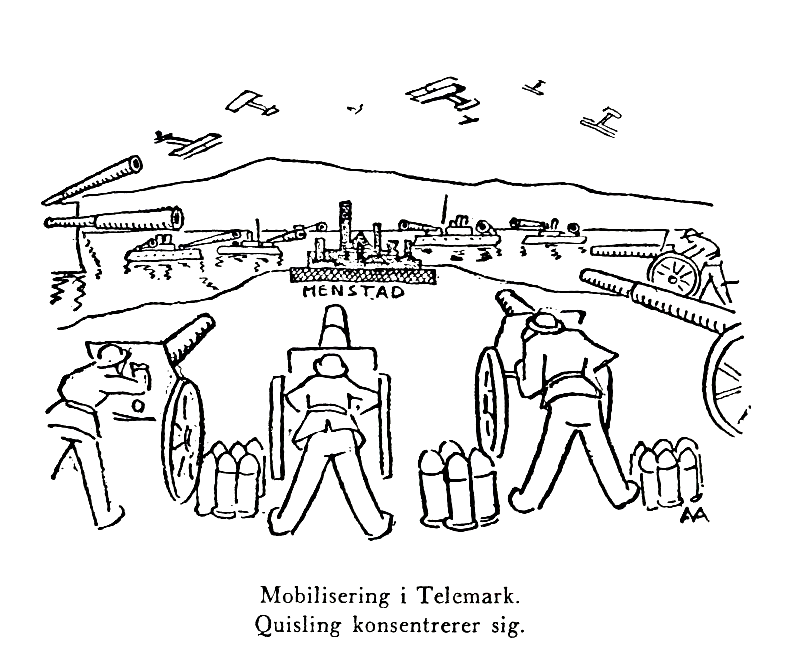
کاریکاتوری در نشریهٔ حزب کارگر نروژ، در ۱۰ ژوئن ۱۹۳۱. وزیر دفاع، کوئیسلینگ را به دلیل استقرار نیروهای نظامی در ارتباط با سرکوب «من استاد» مقصر معرفی می‌کند. اما نقش وی در تحقیقات تاریخی اخیر تا حدودی تضعیف شده‌است.

اگر چه، کوئیسلینگ، نه کشاورز بود و نه سابقهٔ دوستی با نخست‌وزیر، پیدر کالستاد، را داشت، اما توسط «توروالد اُدال» که در آن زمان، سردبیر یک نشریه بود، به نام «ناشیونن» (ملت) و ارتباط با کشاورزان داشت و از سیاست‌های آنها حمایت می‌کرد، به پیدر کالستاد، معرفی و توصیه شده بود. «توروالد اُدال» خود تحت تأثیر دوست قدیمی کوئیسلینگ، فردریک پریتز، قرار داشت و در این توصیه، روی پریتز، اعتبار باز کرده بود. انتصاب کوئیسلینگ، در مقام وزیر دفاع در آن شرایط، باعث شگفت‌زدگی بسیاری از نمایندگان وقت مجلس ملی نروژ شد. اولین اقدام کوئیسلینگ، در مقام وزیر دفاع، ارسال نیرو برای فرونشاندن آشوب‌های «مِن استاد» بود. تجربه‌ای به‌شدت تلخ برای جنبش کارگری، که در آن کوئیسلینگ، انتقادات جناح چپ از اعمال خشونت  را نادیده گرفت. کوئیسلینگ، با افشای اطلاعاتی که او از طریق ارتباط قبلی خود با گروه‌های شبه نظامی چپگرا داشت، جهت‌گیری خود را آشکار کرد و تمام نیروی خود را برای مقابله با خطری که ادعا می‌شد توسط کمونیست‌ها، کشور را تهدید می‌کند، اختصاص داد.

### ماجرای فلفل
شایعاتی وجود داشت که گویا ویدکون کوئیسلینگ، لیستی از رهبران مخالف در اتحادیه‌های صنفی انقلابی تهیه کرده‌است. گویا در این لیست اسامی افرادی که با تحریکات خود در «مِن اِستاد» باعث ایجاد اغتشاش بوده‌اند، ذکر شده بود. سرانجام تعدادی از این افراد به تلاش برای براندازی دولت و خشونت علیه پلیس متهم شدند. سیاست‌های کوئیسلینگ، همچنین منجر به ایجاد یک گروه شبه نظامی دائمی، به نام «لَیْدانگ» شد که برخلاف سازمانی که قبلاً برنامه‌ریزی کرده بود، برای مقابله با انقلابی‌های چپ طراحی شده بود. با وجود استقبال افسران رده پایین در ذخیره ارتش از این تشکیلات، که نتیجه کاهش بودجهٔ دفاعی بود، تنها هفت واحد در سال ۱۹۳۴ تشکیل شد. محدودیت‌های مالی باعث شده بود که این تشکیلات قبل از آن که به‌طور کامل محو شود، کمتر از هزار نفر را شامل شود. در اواسط سال ۱۹۳۲، تشکیلات موسوم به قیام مردمی نروژ، اعلام کرد که حتی اگر ویدکون کوئیسلینگ، در کابینهٔ دولت پیدر کالستاد، باقی بماند، وی به عضویت حزب حاکم، که در درجه اول، از منافع دهقانان حمایت می‌کرد، در نخواهد آمد. آنها همچنین، خاطر نشان نمودند که برنامهٔ حزب حاکم، هیچ قرابتی با فاشیسم از جمله مدل ناسیونال سوسیالیسم ندارد. این مطلب، انتقاداتی که از جمله از جانب نیروهای ناسیونال سوسیالیست، مدام کوئیسلینگ، را مورد حملات انتقادی قرار می‌داد، تعدیل نکرد و کوئیسلینگ، و انتقاداتی که از او می‌شد، همچنان درصفحه اول نشریات باقی ماند. با این حال به تدریج کوئیسلینگ، به عنوان یک مدیر منظم و کارآمد، در حال کسب محبوبیت بود. پس از آنکه در ۲ فوریه ۱۹۳۲ کوئیسلینگ، در دفترکار خود مورد تهاجم با چاقو قرار گرفت و گرد فلفل به صورت وی پاشیده شد. برخی روزنامه‌ها به جای تمرکز روی حمله و جوانب امنیتی و سیاسی قضیه، بیان کردند که مهاجم، شوهر حسود یکی از نظافتچیان کوئیسلینگ، بوده‌است. برخی دیگر، به ویژه کسانی که با حزب کارگر  نروژ همسو بودند، بیان کردند که همه چیز تنها یک صحنه سازی بوده‌است. در نوامبر ۱۹۳۲، یوهان نیگورسول، سیاستمدار حزب کارگر، این نظریه را به مجلس ملی نروژ آورد و باعث شد که کوئیسلینگ، رسماً مورد اتهام قرار گیرد. در عمل هویت مهاجم هرگز مشخص نشد و رسماً از کسی شکایت صورت نگرفت. بعدها کوئیسلینگ، ادعا کرد که این تهاجم، تلاشی برای سرقت مقالات نظامی بوده، که توسط یک سرهنگ دوم سوئدی، در دفترکار وی جا مانده بوده‌است.

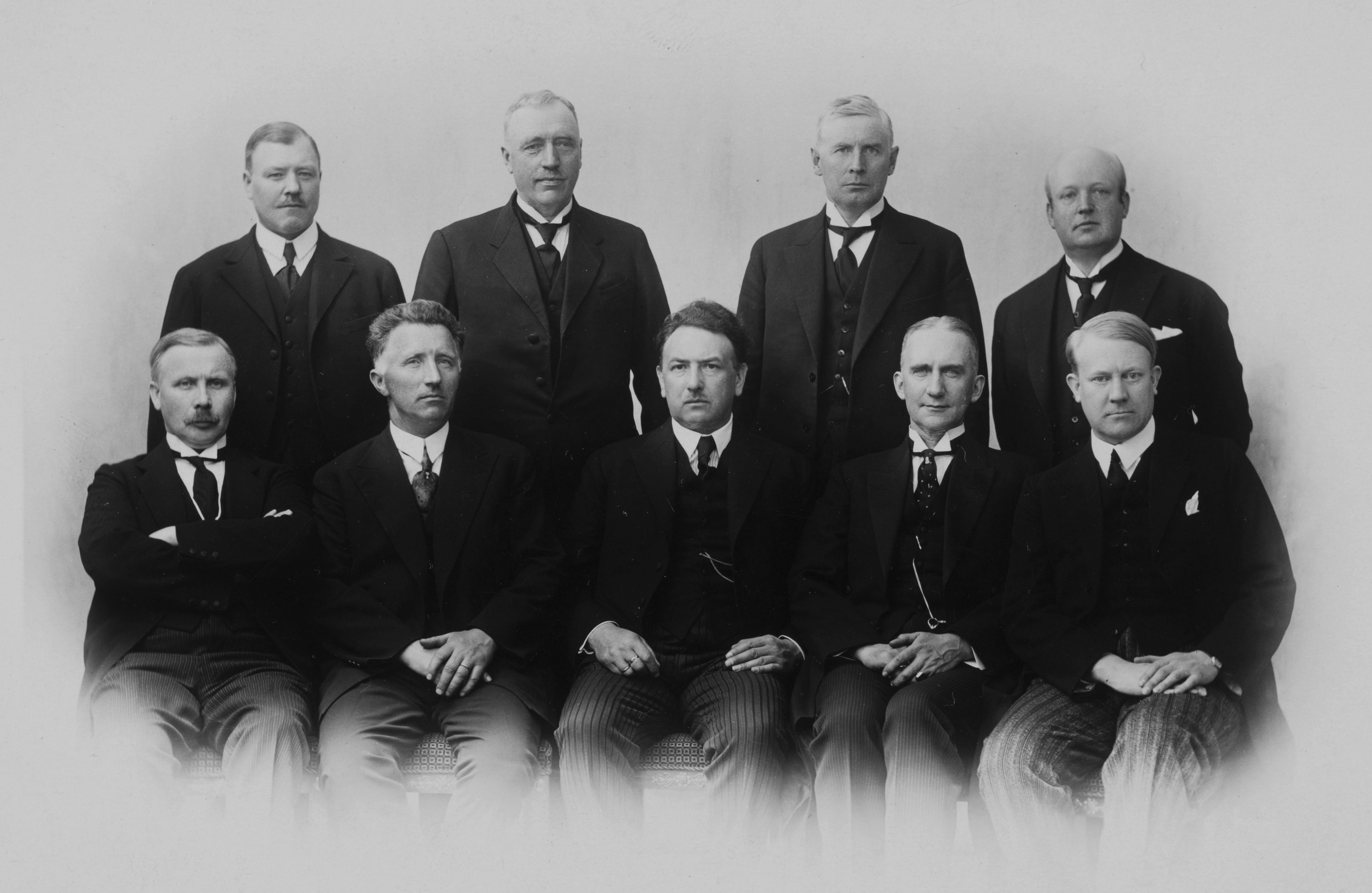
دولت کالستاد در سال ۱۹۳۱. عکس: کتابخانه ملی نروژ ویدکون کوئیسلینگ، (وزیر دفاع وقت و دولت بعد) ردیف پایین سمت راست.

این ماجرا که در نروژ به عنوان ماجرای فلفل از آن یاد می‌شود، باعث دو قطبی شدن افکار عمومی در مورد کوئیسلینگ، شد. ضمن آن که نگرانی دولت، در مورد دخالت‌های واقعی عوامل شوروی در شلوغی‌های کارگری را افزایش داد.

## تشکیل دولت جدید توسط ینس هوندس اید
من در اینجا عکس‌هایی دارم، یک کپی از یادداشت حسابرسی، که توسط مأمور رهبری کمونیست بین‌المللی در نروژ تهیه شده‌است. چه چیزی را نشان می‌دهد؟ نشان داده می‌شود که جنبش انقلابی در کشور ما از خارج از کشور تأمین می‌شود. در سالهای ۱۹۲۸–۲۹، آنها ۵۰۰۰۰۰ کرون از یک نیروی خارجی دریافت کردند. .. و کسانی هستند که در ارتش و نیروی دریایی ما، در کارخانه‌های ما سلول تشکیل می‌دهند و همه چیز را برای انقلاب و شورش آماده می‌کنند. من نسبت به دست کم گرفتن این خطر هشدار می‌دهم…!

بخشی از سخنرانی ویدکون کوئیسلینگ، در  مجلس ملی نروژ، ۷ آوریل ۱۹۳۲
پس از مرگ  نخست‌وزیر کالستاد به دنبال یک بیماری طولانی، ینس هوندس اید رئیس دولت شد. هوندس اید در واقع قصد داشت، ویدکون کوئیسلینگ، که به خصوص بعد از ماجرای فلفل مرتباً مورد حملات انتقادی نشریات قرار می‌گرفت را از پست وزارت دفاع برکنار کند. اما در اثر نظر مثبت وزیر کشاورزی دولت قبلی، که با نخست‌وزیر جدید، ینس هوندس اید، هم حزب و هم مرام بود، کوئیسلینگ، با حفظ مقام وارد دولت تازه ای که ینس هوندس اید، تشکیل داد، شد. جلسات بحث، در  مجلس ملی نروژ در روز ۵ آوریل سال ۱۹۳۲ به دنبال سخنرانی سنتی سالانه پادشاه، داغ تر از معمول بود. به خصوص بعد از آن که رهبران حزب کارگر نروژ از جمله یوهان نیگورسول، از پشت تریبون مجلس، با اشاره به ماجرای فلفل، از کوئیسلینگ، که عهده‌دار پست وزارت دفاع بود، به صورت رسمی، شدیداً انتقاد کردند. اما دو روز بعد حمله متقابل کوئیسلینگ، در  مجلس ملی نروژ، باعث غافل‌گیری بسیاری شد.
از پشت تریبون مجلس، ویدکون کوئیسلینگ، در مقام وزیر دفاع در کابینه جدید، حزب کارگر نروژ و رهبرانش را متهم به داشتن روابط سری با حزب کمونیست شوروی کرد. کوئیسلینگ، ادعا کرد، مدارکی در اختیار دارد که به روشنی ثابت می‌کند، رهبران حزب کارگر نروژ با اتکاء به حزب کمونیست شوروی نقشهٔ استفاده از سلاح و براندازی انقلابی و تشکیل حکومت کمونیستی در نروژ را دارند. سخنرانی کوئیسلینگ، تبدیل به یک موفقیت بزرگ سیاسی برای او شد. بخش‌های بزرگی از سازمان تبلیغاتی بورژوایی با ارسال پیام و صدور بیانیه از وی حمایت کردند.
یکی از رهبران صنایع کشور، نوشت: «دور اول به نفع شما تمام شد». در حالی که نویسنده، یوهان بویر نوشت: «من نمی‌توانم احساس شادی و تحسین خود را مهار کنم».
اما در محافل سیاسی، بازتاب سخنرانی ویدکون کوئیسلینگ، تنوع بیشتری داشت. هم رهبری حزب کارگر نروژ و هم احزاب بورژوایی می‌خواستند اسناد ادعایی، منتشر شده و توسط یک کمیتهٔ ویژهٔ  مجلس ملی نروژ مورد بررسی قرار گیرد. علاوه بر این، از دید مسئولان سیاسی، شگفت‌آور می‌نمود که فعالیت‌های ادعایی انقلابی، برای مدت طولانی، بدون هیچ گونه اقدام مقامات مسئول دولتی ادامه داشته‌است. یوهان لودویگ مووینکل، هنگام پایین آمدن از سکوی سخنرانی با صدای آهسته ای به کوئیسلینگ، گفت: - این انتقاد بیشتر از هر کس به خود شما برمی گردد،

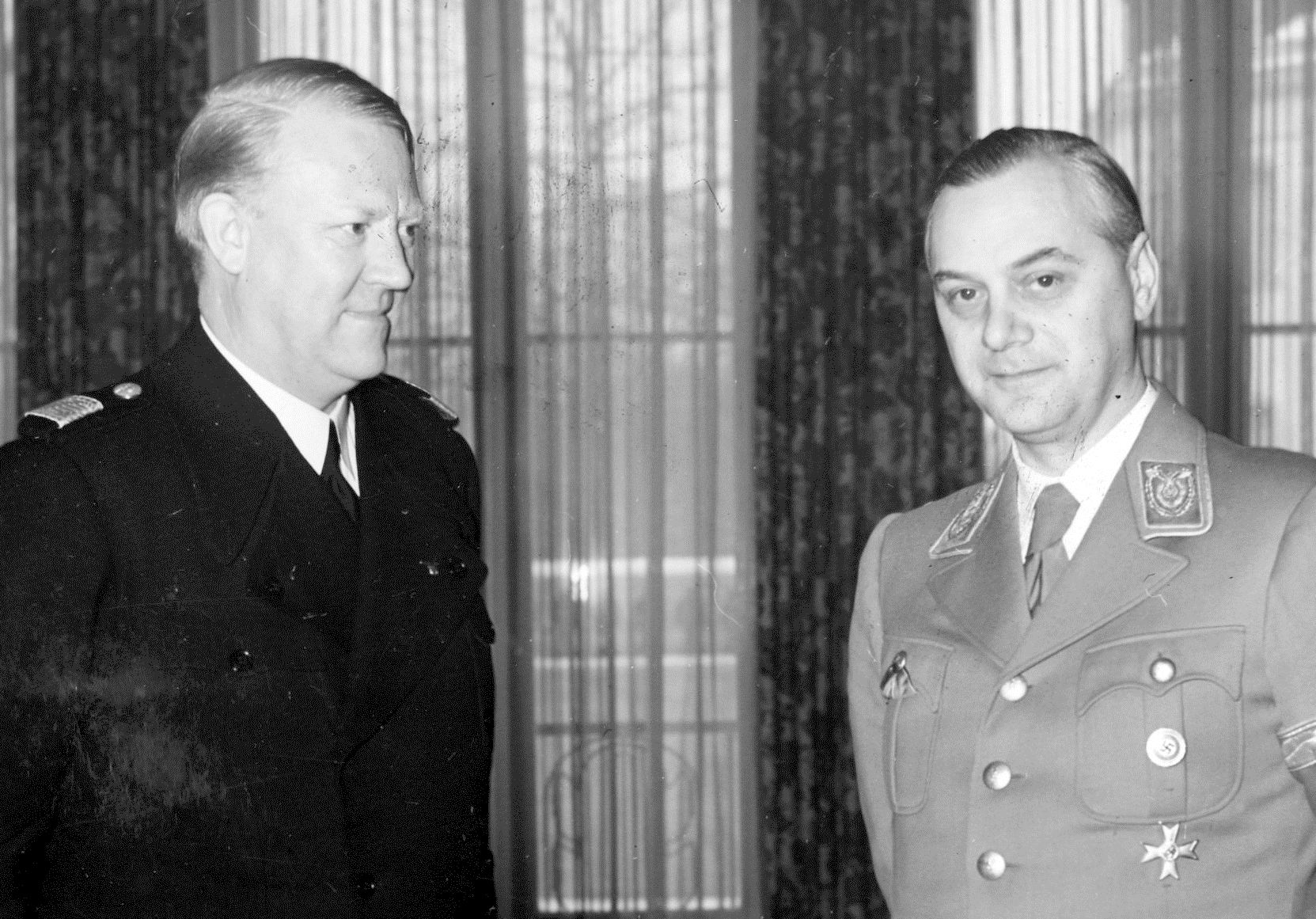
آلفرد روزنبرگ، یکی از مهم‌ترین متحدان کوئیسلینگ، در برلین بود. پس از ملاقات در دسامبر۱۹۳۹، روزنبرگ، در دفتر خاطرات خود نوشت که دفعه بعد که آنها ملاقات کنند، «نخست‌وزیر نروژ، ویدکون کوئیسلینگ، نام خواهد داشت».

## ملاقات با هیتلر
در مه ۱۹۳۳، ویدکون کوئیسلینگ، حزب راست‌گرای (مجمع ملی.NS) را تشکیل داد و از آن زمان به بعد خود، رهبر این حزب بود. (مجمع ملی.NS) در انتخابات ۱۹۳۳ تنها ۲٫۲ درصد و در سال ۱۹۳۶ ۱٫۸ درصد از آرا را به خود اختصاص داد و از موفقیت قابل توجهی برخوردار نشد. پس از اختلافات درون حزبی در سال ۱۹۳۶، از نظر سیاسی (مجمع ملی.NS) هیچ نقش مهمی نداشت.
ویدکون کوئیسلینگ، که به شدت تحت تأثیر فاشیسم قرار گرفته بود، به تدریج به مدل آلمانی نزدیک شد. از طریق تماس با آلفرد روزنبرگ و دریاسالار بزرگ، اریش ردر، کوئیسلینگ، در دسامبر ۱۹۳۹ با آدولف هیتلر ملاقات کرد و در این مذاکرات این احتمال مطرح شد که (مجمع ملی.NS) می‌تواند روی حمایت آلمان حساب کرده و با اتکاء بر این حمایت، قدرت سیاسی در نروژ را تصاحب کند.
با این حال، هیتلر، ترجیح داد بدون مشورت با ویدکون کوئیسلینگ، خود را برای حمله استراتژیک آماده کند. ضمن این که به احتمال زیاد، ویدکون کوئیسلینگ، از طریق آلفرد روزنبرگ، و افراد وابسته به وی، توانست کمک مالی از آلمان دریافت کند و به این ترتیب فعالیت‌های تبلیغاتی و انتشاراتی خود را گسترش دهد.

## کودتای رادیویی
پس از ورود نیروهای اشغالگر آلمانی به خاک نروژ، در شب ۹ آوریل ۱۹۴۰ ویدکون کوئیسلینگ، بدون حمایت رسمی آلمان، به مرکز پخش کننده رادیو اسلو، دسترسی پیدا کرده و ضمن یک سخنرانی رادیویی خود را نخست‌وزیر نروژ اعلام می‌کند. کوئیسلینگ، دستور می‌دهد که مقاومت علیه نیروهای آلمانی بلافاصله متوقف شود. 

در تاریخ جهان، ویدکون کوئیسلینگ، اولین شخصی بود که از رادیو، برای اعمال کودتای دولتی استفاده کرد.

روز بعد، یک نمایندهٔ آلمانی، مأموریت یافت تا خواستار انتصاب رسمی ویدکون کوئیسلینگ، شود. پادشاه هاکون هفتم پس از مشورت با دولت این درخواست را رد کرد. متعاقب مخالفت پادشاه با انتصاب رسمی وی، ویدکون کوئیسلینگ، با مخالفت شدید آلمان روبرو شد و مجبور به استعفا گشت. ویدکون کوئیسلینگ، به‌طور رسمی در ۱۵ آوریل ۱۹۴۰ از سمت نخست‌وزیری که خود به خود اعطا کرده بود استعفا داد. کوئیسلینگ، در ژوئیه ۱۹۴۰ تقریباً به آلمان تبعید شد، اما این بار نیز آلفرد روزنبرگ، و اریش ردر، از کوئیسلینگ، حمایت کردند. وقتی مذاکرات نمایندگان  مجلس ملی نروژ، که از ۱۳ ژوئن تا ۱۸ سپتامبر ۱۹۴۰ ادامه داشت، با مقامات اشغالگر آلمان، با بن‌بست روبرو شد. رایش کومیسار، یوسف تربوون، همراه با اکثریت اعضای حزب (مجمع ملی. NS)، شورای وزیران را در ۲۵ سپتامبر ۱۹۴۰ تشکیل داد تا اعمال قدرت قوای اشغالگر آلمانی، شکلی قانونی پیدا کند. ابتدا، در بین اعضای شورا جای ویدکون کوئیسلینگ، خالی به نظر می‌رسید، اما کمتر از دو سال بعد در اول فوریه ۱۹۴۲ در جریان مراسم تبلیغاتی- سیاسی  قلعه آکرهوس، ویدکون کوئیسلینگ، توسط رایش کومیسار، یوسف تربوون، رسماً به سمت ریاست شورای وزیران نروژ منصوب شد. در ۱۲ مارس همان سال قانونی تصویب شد که حزب (مجمع ملی. NS) را حزب دولت معرفی می‌کرد. با این حال ویدکون کوئیسلینگ، فاقد هر گونه اقتدار مردمی بود و تنها با اتکاء برقوای نظامی اشغالگر و ابزار سرکوب قادر به حفظ موقعیت خویش بود. در عمل تغییراتی که در قانون اساسی اعمال شد هیچ گونه تغییرات واقعی برای ویدکون کوئیسلینگ، به ارمغان نیاورد.
برنامه ویدکون کوئیسلینگ، مانند گذشته، سازماندهی یک هیئت فرماندهی  کورپراتیستی با مشارکت یک مجلس کشوری، متشکل از نمایندگان اصناف شغلی، تحت نظارت حزب دولتی (مجمع ملیNS) و مطابق با اصول رهبری بود.
برنامه‌های کوئیسلینگ، با مقاومت گروه‌های صنفی روبرو شد. در پاییز ۱۹۴۲، آدولف هیتلر روشن کرد که چنین برنامه‌هایی باید تا بعد از جنگ به تعویق انداخته شوند، اما کوئیسلینگ، به برنامه‌های خود برای تدوین یک قانون اساسی جدید ادامه داد. از جمله عقد پیمان صلح با آلمان و مشارکت نروژ، در اتحاد ملی‌گرای آلمان بزرگ، بخشی از برنامه‌های جاه طلبانهٔ کوئیسلینگ، بود. در دوره جنگ از سال ۱۳۳۹ تا ۱۹۴۵ کوئیسلینگ، در مجموع ۱۱ بار با آدولف هیتلر ملاقات داشت.

## محاکمه و اعدام

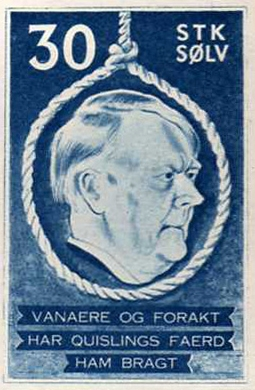
طرح تمبری از جنگ جهانی دوم با کاریکاتور ویدکون کوئیسلینگ، در حلقه طناب دار. طراحی شده توسط Arne Taraldsen. این نشانها در سال ۱۹۴۱ به عنوان تبلیغات ضد نازی در بریتانیا چاپ شد و در پروازهای شبانه از هواپیماهای نیروی هوایی بریتانیا بر فراز خاک نروژ پراکنده شد.

برنامه‌های ویدکون کوئیسلینگ، برای ایجاد نظم نوین جهانی موضوعی مهم و شاید اصلی در پروندهٔ اتهام خیانت به وی در سال ۱۹۴۵ بود. صورت جلسات تندنویسی شدهٔ دادگاه که بعدها منتشر شد، شامل دفاعیات خود او نیز هست و بر اهمیت موضوع دلالت می‌کند. ادعا شده بود که در برخی از موارد، تهاجم کوئیسلینگ، شدیدتر از آلمانی‌ها بوده‌است. به عنوان مثال در اقداماتی که علیه کشیش‌ها و معلم‌ها در سال ۱۹۴۲ صورت گرفته بود. در این دادگاه، کوئیسلینگ، هم به دلیل نادیده گرفتن ظلمی که به یهودیان در دوران تصدی قدرت توسط او روا شده بود و هم به دلیل مشارکت وی در اعمال ظلم در موارد دیگر، ضدیهودی شناخته شد.
ویدکون کوئیسلینگ، در ۹ مه ۱۹۴۵ تسلیم پلیس شد.
ویدکون کوئیسلینگ، در ماه اوت همان سال محاکمه شد و در ۱۰ سپتامبر ۱۹۴۵ توسط دادگاه تجدید نظر، به جرم خیانت به کشور به اعدام محکوم شد. درخواست بازنگری وی در دیوان عالی کشور نروژ رد شد و در۲۴ اکتبر ۱۹۴۵اعدام شد.